# Pharmacie de la santé publique de Côte d'Ivoire
La Pharmacie de la Santé Publique de Côte d’Ivoire (PSP-CI) était une structure publique érigée en établissement public à caractère industriel et commercial (EPIC). Conformément à son décret d’organisation, elle était chargée de centraliser, de programmer, d’effectuer les achats de matériels techniques et de produits pharmaceutiques nécessaires au fonctionnement des formations sanitaires publiques ou privées, et notamment celles de l’État ou de toute autre personne morale de droit public ivoirien. Elle était également chargée d’organiser l’approvisionnement de ces formations sanitaires en médicaments et produits pharmaceutiques divers consommables médicaux, vaccins, réactifs, produits de laboratoire. 
Au cours de ces dernières années, les études relatives à la situation de l’établissement ont mis en exergue des difficultés qui ont entrainé une perte de performance de la centrale. 
Cette dégradation continue des performances de la PSP-CI est due à plusieurs facteurs limitants. Il s’agit en l’occurrence de l’absence d’une réelle autonomie de gestion ; la forte concentration de ses activités ; les insuffisances de son système informatique et d’information ; des difficultés de gestion des programmes verticaux et une insuffisance dans la politique des prix et de recouvrement, qui ont conduit à une baisse de la performance de cet établissement important du système national de santé d’où la nécessité d’une réflexion sur le renforcement de son autonomie. 
Au regard de la politique sociale et de santé du gouvernement, une réflexion en vue de renforcer l’autonomie de gestion de la PSP-CI s’est imposée pour permettre à cette structure d’assurer et garantir la disponibilité des médicaments à tous les niveaux de la pyramide sanitaire.
C’est dans ce contexte que le Gouvernement de la République de Côte d’Ivoire a affirmé sa volonté de mener les réformes nécessaires pour doter la PSP-CI d’un cadre juridique et organisationnel qui lui permet de mieux accomplir sa mission de santé publique. À cet effet, il a été créé par arrêté interministériel N°037/MSLS/MEF du 4 mai 2012, un comité de pilotage chargé de la réforme de la PSP-CI.
Ce comité, présidé par le ministre de la Santé et de la Lutte contre le Sida et coprésidé par le ministre de l’Économie et des Finances, était composé également de la Présidence de la République, de la Primature, du ministère chargé des Affaires Sociales, du ministère chargé du Commerce, des partenaires techniques et financiers et des utilisateurs et clients de la PSP-CI. 
Dans le cadre du processus de réforme de la PSP-CI, le comité de pilotage s’est appuyé sur un comité technique, organe d’exécution. C’est ainsi qu’il s’est réuni à treize reprises en heures structurées : le 29 mai, les 05, 13, 19, 26 juin, les 3, 17, 24 juillet, les 2, 10 août, le 25 septembre, le 20 novembre et le 27 décembre 2012. 
À l’issue de ces rencontres, il a été retenu la nécessité du changement de statut de la PSP-CI, notamment en une association sans but lucratif (ASBL) et d’arrêter une méthode de travail pour garantir le succès de cette réforme. Ainsi le comité technique a combiné l’approche de la revue documentaire et les missions de prospection au Burkina Faso du 29 juillet au 2 août 2012 et au Bénin du 12 au 16 août 2012.
L’efficacité du comité de pilotage a permis de finaliser la phase de conception du projet. Et sur la base des statuts et du règlement intérieur adopté par le comité de pilotage, Madame la Ministre de la Santé et de la Lutte contre le Sida a présidé l’assemblée générale constitutive, le 21 juin 2013 afin que soient posés les fonts baptismaux de la Nouvelle Pharmacie de la Santé Publique de Côte d’Ivoire (Nouvelle PSP Côte d’Ivoire). 
Au terme de l’enquête de moralité, la nouvelle PSP Côte d’Ivoire a été autorisée par récépissé N°321MEMIS/DGAT/DAG/SDVA du 4 octobre 2013 qui a été publié le 14 octobre 2013 au Journal officiel de la République de Côte d’Ivoire (JORCI) sous le N° 610E.C. Cette procédure qui est la consécration de la personnalité juridique de la Nouvelle PSP Côte d’Ivoire, permet à l’association de mener tous les actes de la vie civile notamment, conclure des conventions et administrer des biens.
La Nouvelle PSP Côte d’Ivoire, est située à Abidjan au quartier Treichville, sur le Boulevard de Marseille. L’État de Côte d’Ivoire assure à Nouvelle PSP Côte d’Ivoire, le monopole de la distribution des produits pharmaceutiques aux établissements sanitaires publics.
La Nouvelle PSP CI est placée sous la double tutelle du ministère de la Santé et de l’Hygiène publique et du ministère de l’Économie et des Finances. 
La Nouvelle PSP CI est membre de l'Association des centrales d'achats africaines des médicaments essentiels (ACAME).

## Missions
- assurer la disponibilité des médicaments essentiels et intrants stratégiques de santé à destination des établissements sanitaires publics et des autres établissements sanitaires associés au service public sanitaire, et ce, sur toute l’étendue du territoire national ;
- assurer l’accessibilité des médicaments essentiels et intrants stratégiques de santé de bonne qualité aux populations en Côte d’Ivoire.

## Organisation et fonctionnement
La Nouvelle PSP Côte d’Ivoire a un organigramme adapté au besoin de satisfaction des structures publiques de santé et qui permet de concilier la mission de service public et les impératifs d’une gestion de type commercial.

## Clientèle
La Nouvelle PSP Côte d’Ivoire entretient des rapports avec divers clients publics et privés.
En ce qui concerne les structures publiques, il s'agit des Districts sanitaires, des formations sanitaires hospitalières (Hôpitaux généraux, Centres hospitaliers régionaux), des formations sanitaires urbaines et des centres de santé urbain ainsi que des structures scolaires et universitaires et santé.
Des structures semi-privées et privées sont aussi concernées par les prestations de la PSP CI. Il s'agit en particulier des formations de santé urbaine communautaires et des centre de santé urbain communautaires, des formations sanitaires confessionnelles mais aussi des cliniques et officines privées de pharmacie.